# Валентинов-Миллер, Эрик Эдуардович
Эрик Эдуардович Валентинов-Миллер (24 апреля 1904, Екатеринодар — 1988, Грозный) — советский художник, Заслуженный деятель искусств Чечено-Ингушской АССР, Заслуженный художник РСФСР, член Союза художников СССР (1963).

## Биография
В 1927 году окончил ВХУТЕМАС. Его наставником был А. Е. Архипов. После окончания оформлял спектакли в театрах Челябинска, Астрахани, Свердловска, Ташкента, Энгельса, Самары.
В 1937 году был репрессирован. Отбывал срок на Колыме. В заключении оформлял спектакли в народном театре посёлка Усть-Омчуг.
В 1947 году, после освобождения, работал в Магаданском музыкально-драматическом театре, где оформил около 15 спектаклей. В 1955 году переехал в Грозный. Работал в Грозненском русском драматическом театре имени М. Ю. Лермонтова, подготовил более 500 спектаклей.

## Награды и звания
- Заслуженный деятель искусств Чечено-Ингушской АССР (1960);
- Заслуженный художник РСФСР (1969);